# 文化傳信
文化傳信集團有限公司，簡稱文化傳信、文傳，是一間百慕大註冊的離岸公司、香港上市公司。文化傳信集團的前身為香港漫畫家黄玉郎於1979年創立的傳媒機構玉郎國際集團有限公司（英語：Jademan (Holdings) Limited），主要經營香港漫畫及日本漫畫的出版業務和報章《天天日報》（已停刊）的出版。目前為亞洲最大漫畫內容供應商及多媒體公司之一，具有四十多年的漫畫業務歷史。文化傳信有限公司 （前玉郎國際集團）是集團的主要子公司及經營實體。

## 歷史

### 玉郎機構上市
1986年8月12日，玉郎國際集團有限公司（當時名為玉郎機構有限公司）在香港联合交易所（联交所）掛牌上市。
1987年2月，玉郎集團向星島集團洽購一棟位於鰂魚涌（或稱位於北角）的建築物「新聞大廈」，於年底完成交易。該物業在不足兩年後，玉郎集團公佈將以1億6,880萬港元出售，獲股東大會通過。
同年（1987年）3月，玉郎集團向何世柱購得天天出版事業發展有限公司（《天天日報》社）70%股權及天天彩色印刷有限公司（原文如此）全部股權，作價7,700萬港元。同時，玉郎集團向子公司《天天日報》社貸款，將用以償還《天天日報》社向前股東何世柱夫婦借入的款項，及將用以收購《天天日報》出品人天天國際；天天國際當時由債權銀行（佔75%）及何世柱夫婦（25%）持有。1993年，何世柱夫婦被指控在1987年至1990年詐騙天天國際，但最後脫罪。而天天國際與天天出版事業發展亦一直為「出版專利權」對簿公堂。玉郎集團亦一度於1989年公佈出售《天天日報》社，但於同年7月宣佈取消出售。《天天日報》社延至玉郎集團由胡仙再易主金網資本時期（1999年）始正式出售。
1987年，玉郎集團亦收購《清新週刊》、《青春雜誌》，作價3,450萬港元。1987年9月，上市公司中華娛樂置業以每股3.25港元的價值購入一成（5,150.8萬股新股）玉郎集團股本擴大後的股權（翌年1月改由借殼取代萊龍集團上市的新上市公司中娛策略擁有），玉郎集團又與成龍合組「成龍國際有限公司」，甚至計劃收購馬來西亞中文報章《星洲日報》。同年11月，玉郎集團完成收購香港島西區德輔道西均益大廈部分樓面，作價3,300萬港元。又於1988-89財政年度收購《賽馬早報》、《賽馬日報》。
但受到1987年香港股災影響，玉郎集團在1987年年底公佈損失過億港元、影響集團財政、並股價大跌，埋下被收購的伏線。1988年，聯交所就事件公開譴責玉郎集團，包括違規不公佈炒賣超過集團總資產15%的股票、違規不公佈參與集團董事劉鑾雄個人擁有的上市公司愛美高的股票炒賣及認購愛美高新股三項事項。1988年，更發生旗下員工馬榮成受襲事件，其後馬榮成約滿離開集團；而另一員工劉定堅亦於1988年4月離開集團，開創自己漫畫公司自由人出版。
1989年3月，財團首先提出收購，並公開呼籲，（根據Spaceman觀點）黃玉郎減持玉郎集團的股票，但又同時向联交所申請以比玉郎集團股票最低市價更低的價格向自己配售新股，是損害公司利益，連同其餘四個列舉的理由，呼籲其他股東支持的收購行動。據報導，是以鄭經翰為首，但最後玉郎集團由胡仙投得；據報導，胡仙已於1989年4月增持玉郎集團至兩成多，接近黃玉郎第一大股東的地位。在1989年11月，保釋期間的黃玉郎，控告當年年中上任的玉郎集團董事會主席錢國忠和董事林建名，指他們違返協議，使黃玉郎持有玉郎集團股票，無法轉讓至由黃玉郎、錢國忠、林建名三人開設的合營公司。在與Spaceman的反收購戰中，黃玉郎借款購買玉郎集團的股票，由3成增持至4成，但因為無力還債，該批股票變成向銀行以及林建名、錢國忠為首的財團的抵押品。據報導，黃玉郎單是向林建名、錢國忠為首的財團，已借入高達1億1,000萬港元。在黃、胡、林爭奪控股權期間，集團計劃又向杜惠愷配售4,000萬股新股，作價每股0.66港元，略低於當時市價，但比前一年提出的0.8港元與黃玉郎反收購的0.85港元低出不少。但黃玉郎又興訟阻止發行該批新股，阻止分薄其股權；联交所批准發行但不準轉讓。最後黃玉郎得到胡仙協助，將公司控制權由錢國忠、林建名奪回。
大股東黃玉郎更於1989年6月被控於同年2月至4月期間，串謀其妹造假賬（其後改控訛騙），使到黃玉郎擁有玉郎集團的時期，寫下不光彩的一頁。

### 星島集團入主，改名文化傳信
1990年，胡仙與旗下的上市公司星島集團合組公司，借錢1億3,000萬港元予玉郎集團前主席黃玉郎（而該筆資金，大部份亦是從銀行借出），以用作贖回抵押予錢國忠和林建名的玉郎集團近四成股份，而胡仙及星島集團本身已共擁有三成股權。黃玉郎因在1988-89年訛騙玉郎集團，在1990年代初被定罪，星島集團則取代黃玉郎成為大股東。
1993年，玉郎集團在百慕大成立新離岸控股公司文化傳信集團有限公司（英語：Culturecom Holdings Limited）；香港註冊的子公司玉郎國際集團有限公司則改名為「文化傳信有限公司」（英語：Culturecom Limited）。
在星島集團作為大股東的時期，競爭對手《蘋果日報》創刊，更展開報業戰，連同其他因素，使由玉郎集團接手後，一度扭虧為盈的《天天日報》再次虧損。根據馮應謙、李少南（編輯）在《香港傳媒新世紀》引用的數據（表一、表十三），《天天日報》發行量在1994年跟隨整體市場下滑，但發行量市佔率則不變，但《蘋果日報》創刊後，《天天日報》發行量不變，但發行量市佔率、銷量同時下滑:29, 45。
1995年12月，文化傳信集團亦停刊《華南經濟日報》:44。

### 金網資本時期
1998年11月，星島集團出售文化傳信集團的控股權（3.5億股或32%股本）予金網集團（英語：ViaGold group）（原文如此）（或稱金網資本；百慕大註冊、澳門總部的澳洲上市公司），餘下約1.2億股亦列作可供出售資產。同年12月，文化傳信集團再向金網資本配售2.17526億股新股，每股0.15港元，集資約3,200萬港元，但金網資本同時再向獨立第三方配售1.47036億股文化傳信集團:52，於1999年3月13日金網資本再配售1.3億股，作價每股0.155港元，同時向文化傳信集團認購相同數量股份:52。根據年報，在1999年3月31日，金網為文化傳信第一大股東，而胡仙，透過星島集團及其他持股，仍為第二大股東:19。
1999年11月，雖然涉及《天天日報》出版權官司，文化傳信集團仍成功出售旗下據稱每月亏损3百萬港元的「天天出版事業發展」予當時的大股東金網資本:8，但在2000年6月《天天日報》再被出售至電宇集團，但在同年9月該報停刊。據稱，文化傳信集團在出售業務後，仍出租旗下物業文化傳信中心部分樓面予天天出版事業發展，並簽下數份服務合約:18-19，但《天天日報》（當時改名《公正報》復刊）約於2000年年底開始欠租。而根據法庭文件，天天出版事業發展亦拖欠《天天日報》的專利費，無法向天天國際支付費用。
1999年，出售《天天日報》的同月，文化傳信集團亦出售另一間同樣虧損的印刷廠予獨立第三方：泰業（香港）有限公司:7。

### 朱邦復時期
1999年4月，適逄科網股热潮，文化傳信集團以發行新股的形式收購倉頡輸入法發明者朱邦復所擁有的，作價2.86億股新股，或4,576萬港元（每股0.16港元），變相借殼上市。該公司主要從事中文資訊科技。在收購當初，金網仍為第一大股東，佔17.65%、朱邦復為第二大股東，佔15.62%（1999年5月28日數據）。但在2000年，朱邦復成為文化傳信集團單一大股東（2000年3月31日數據）:21兼董事會副主席（自1999年5月:16）；主席則仍為1998年12月上任的張偉東:16:2。
2000年1月，金網資本透過子公司配售其擁有的1.1億股予獨立第三方，作價每股0.50港元；同時有條件同意向文化傳信集團認購相同數量及價格的新股。同年2月，金網資本亦以相近條款向獨立第三方配售1.5億股，作價每股2.50港元；同樣有條件同意向文化傳信集團認購相同數量及價格的新股。但種種買賣手段後金網資本不再被列入為文化傳信主要股東（不多於上市規則所發求公開持股量的下限：10%）:21，變相减持文化傳信集團離場。
1999年12月，文化傳信集團亦向匯漢控股、梁立人、梁立富、劉文建出售合營公司的股權，同時該合營公司發行新股，完成交易後文化傳信集團在合營公司的權益，由51%下降至30%。該合營公司透過子公司「快碼資訊科技有限公司」，經營九方及快碼輸入法。該合營公司原由文化傳信集團在1999年7月，以發行8,500萬股新股，每股新股作價0.435港元的代價，向馮鴻基收購而得來，雖然馮鴻基亦只是在1999年1月向梁立人收購該51%股權。根據文化傳信集團，該項交易獲利約480萬港元。而九方最後亦變成另一間創業板上市公司九方科技控股（港交所：8129）；文化傳信集團為第二大股東。
2003年，根據公司消息，文化傳信集團研發的「飛龍中央處理器」，可望獲得逾千萬美元的訂單。但實際上，文化傳信集團「中文資訊基建」的分部營業額分別只有147.1萬港元（2003-04財政年度）及23.7萬港元（2004-05財政年度）；集團的主要收入與純利則主要源於出版業務。

### 李柏思夫婦時期
2007年，在經營多年「科技概念股」的形象後，文化傳信集團又搖身一變為「石油概念股」，以發行10億新股的方式，向收購，作價2.13億港元（每股0.213港元）；Raise Beauty Investments擁有石油服務公司「健宏能源科技」、「東營健宏石油技術服務」。
完成交易後，一度成為第一大股東、第二大股東為，但截至2008年3月31日，為第二大股東，佔14.09%，金網資本及其大股東則一共擁有14.15%，為文化傳信集團第一大股東；朱邦復則只擁有3.99%。由戴鵬、陳春培及廖昌源三人擁有。在Harvest Smart Overseas（及子公司金網資本）重新成為文化傳信集團大股東後，多個執行董事及高層管理人員均為金網資本的前僱員，例如戴章壽、鄧烱泉、陳文龍（1998年加入文化傳信集團，2009年升任董事）、麥穎鏇等。同時，並有董事或高層管理人員同時擔任上市公司中國生物資源控股（前九方科技控股）的董事，例如關健聰、陳文龍、萬曉麟、曾偉華和譚錦標等；截至2011年，文化傳信集團為中國生物資源控股的大股東，佔25.58%股本。截至2018年3月31日，Harvest Smart Overseas背後的股東李柏思（華人）、周麗華夫婦，透過旗下公司及個人持股等，仍為文化傳信集團的第一大股東；周麗華更為集團董事會副主席，而主席一職則空缺。周麗華2008年加入文化傳信集團，2011年成為董事。
2011年1月，朱邦復取代2010年12月請辭的張偉東，升任文化傳信集團董事會主席，但由執行董事改任非執行董事，變相正副董事會主席均不再擔任執行董事。2011年3月，朱邦復將名下所有文化傳信集團的股份（約佔2.35%股本）轉讓予一間非牟利文化慈善機構。朱邦復於2016年12月正式辭任主席兼非執行董事；周麗華當時已擔任副主席兼執行董事多年。
同年（2011年）1月，文化傳信集團出售位於觀塘的文化傳信中心予，作價2.86億港元。
2010年代中期，文化傳信集團不斷傳出易手或借殼上市，甚至一度達成收購擁有中國大陸轉播英格兰足球超级联赛（英超）權（至2018-19年球季）的新英體育傳媒集團（新英體育），作價最高38.75億港元，但一方面該收購被联交所認為是被規管的「反向收購」，而另一方面新英體育未能續期投得新季度的英超轉播權，故此收購被終止。
2017年，文化傳信集團放棄中國生物資源控股第一大股東的地位，該公司發行新股並再改名為雲信投資控股。

## 業務
作為漫畫出版商，文化傳信出版過很多經典的漫畫作品：例如香港本土的黃玉郎的《龍虎門》、馬榮成的《中華英雄》、綜合性《玉郎漫畫》、劉雲傑的《百分百感覺》，從日本引進的手塚治虫系列、《龍珠》、《多啦A夢》（舊香港譯名：叮噹）、《棋魂》、《與光同行》等。另外，也於1993年6月至2009年出版週刊少年漫畫雜誌《EX-am》。黃玉郎的新公司玉皇朝，亦需要向文化傳信租用《龍虎門》的版權。
文化傳信擁有逾兩百項漫畫版權專利，涵蓋類別廣泛，從武俠動作到現代愛情等一應俱全，至今授權海外出版超過二百多套漫畫作品，除了東南亞地區的泰國、韓國、日本、越南、新加坡等地方外，更遠致歐美地區，如美國、法國及西班牙等地方，譯本超過10多種語言。出品曾多次被改編為多媒體產品，由原創漫畫衍生不同的合作平台，電影的有《中華英雄》、《百分百感覺》及《龍虎門》。
除了出版漫畫，2009年文化傳信更授權台灣中華網龍開發《中華英雄Online Game》。創下17億新台幣（5831萬美元）的輝煌業績，並是當時東南亞影視界及動漫界的最高收益記錄。現在文化傳信與中華網龍將利用文傳旗下的漫畫專利商標「中華英雄」攜手開發一款手機遊戲（APP）。這款手機遊戲計劃將在2013年第三季度全球推出。
中文資訊科技的發展方面，產品包括：與IBM合作生產，內嵌「中文造字引擎」的飛龍中央處理器；操作系统Midori Linux；紅旗Linux辦公套件Red Office等。
文化傳信亦透過收購一家公司，取得中國石化勝利油田大明（集團）股份有限公司之附屬公司共同合作石油勘探權，從而踏足石油開採業務，惟文化傳信正打算放棄有關業務。

## 註腳
1. ↑  星島集團曾擁有有多棟名為（或近似）「星島新聞大廈」的建築物，有報導指出售的為「北角新聞大廈」，該建築物其後被改名為「玉郎中心大廈」[5]
2. ↑  天天彩印有限公司；英語：[9][10]:40
3. ↑  Tin Tin Yat Pao (International) Limited；天天日報（國際）有限公司[9][13]
4. ↑  或稱「電宇出版有限公司」；英語：[9][51]
5. ↑  英語：；現名「泰業印刷」、英語：[9]；現由香港經濟日報集團擁有[55]

## 外部連結
- 官方网站 （繁體中文） （简体中文） （英文）
- Culturecom 文化傳信的Facebook專頁
- 文化傳信日本漫畫組的Facebook專頁